# Pekan Sialang Buah
Pekan Sialang Buah is een bestuurslaag in het regentschap Serdang Bedagai van de provincie Noord-Sumatra, Indonesië. Pekan Sialang Buah telt 3798 inwoners (volkstelling 2010).